# Petr Martin
Petr Martin (* 21. Juni 1989 in Prag) ist ein ehemaliger tschechischer Squashspieler.

## Karriere
Petr Martin spielte von 2007 bis 2011 auf der PSA World Tour und erreichte seine höchste Platzierung in der Weltrangliste mit Rang 168 im Mai 2010. Mit der tschechischen Nationalmannschaft nahm er 2013 an der Weltmeisterschaft teil. Darüber hinaus gehörte er achtmal zum tschechischen Aufgebot bei Europameisterschaften. Im Einzel stand er zwischen 2006 und 2016 ebenfalls achtmal im Hauptfeld und erreichte dabei 2014 und 2016 jeweils das Achtelfinale. Zwischen 2010 und 2015 wurde Martin viermal tschechischer Vizemeister. In allen Finals unterlag er Jan Koukal.

## Erfolge
- Tschechischer Vizemeister: 2010, 2011, 2013, 2015